# Blekingegadebanden (film)
Blekingegadebanden er en dansk dokumentarfilm fra 2009, der er instrueret af Anders Riis-Hansen og baseret på Peter Øvig Knudsens bøger om Blekingegadebanden. Filmen er produceret af Bastard Film.
Allerede i efteråret 2009 vises filmen på DR1.